# Bur Arasnaru
Bur Arasnaru är ett berg i Indonesien.   Det ligger i provinsen Sumatera Utara, i den västra delen av landet, 1 500 km nordväst om huvudstaden Jakarta. Toppen på Bur Arasnaru är 895 meter över havet, eller 185 meter över den omgivande terrängen. Bredden vid basen är 3,6 km.
Terrängen runt Bur Arasnaru är kuperad åt sydväst, men åt nordost är den bergig.  Trakten runt Bur Arasnaru är nära nog obefolkad, med mindre än två invånare per kvadratkilometer. I omgivningarna runt Bur Arasnaru växer i huvudsak städsegrön lövskog.